# Boršt (gmina Brežice)
Boršt – wieś w Słowenii, w gminie Brežice. W 2018 roku liczyła 126 mieszkańców.